# لگا نورد
لِگا نورد (ایتالیایی: Lega Nord, فارسی: اتحادیه شمالی) با نام کامل اتحادیه شمالی برای استقلال پادانیا (Lega Nord per l'Indipendenza della Padania) یک حزب سیاسی فدرالیست و ناحیه‌گرا ایتالیایی است. این حزب در ۱۹۹۱ با اتحاد چندین حزب منطقه‌ای شمالی و مرکزی ایتالیا تشکیل شد که بیشترشان در دهه ۱۹۸۰ ظهور کرده و پایگاه رای خود را گسترش داده بودند. در مبارزات انتخاباتی سال ۲۰۱۸ این حزب بدون تغییر نام رسمیش با عنوان لگا (اتحادیه) حضور داشت.
برنامه سیاسی لگا نورد حامی تبدیل ایتالیا به حکومتی فدرال، فدرالیسم مالی و خودمختاری بیشتر منطقه‌ای، خصوصاً برای نواحی شمال ایتالیا است. در زمانهایی از تجزیه شمال، که به آن پادانیا می‌گوید حمایت کرده‌است. پیش از استفاده این حزب از پادانیا، این واژه به ندرت برای نامیدن جلگه پو-ونتی به کار می‌رفت و از ۱۹۶۳ جیانی بررا، روزنامه‌نگار ورزشی آن را ترویج کرد.
رهبر حزب از ۲۰۱۲ تا ۲۰۱۳ این حزب روبرتو مارونی رئیس‌جمهور لمباردی و وزیر کشور سابق ایتالیا ست. از ۲۰۱۳ ماتئو سالوینی رهبری این حزب را بر عهده دارد.